# Sinoquernaspis gracilis
Sinoquernaspis gracilis är en insektsart som beskrevs av Sadao Takagi och Tang 1982. Sinoquernaspis gracilis ingår i släktet Sinoquernaspis, och familjen pansarsköldlöss. Inga underarter finns listade i Catalogue of Life.